# Institut français des Pays-Bas

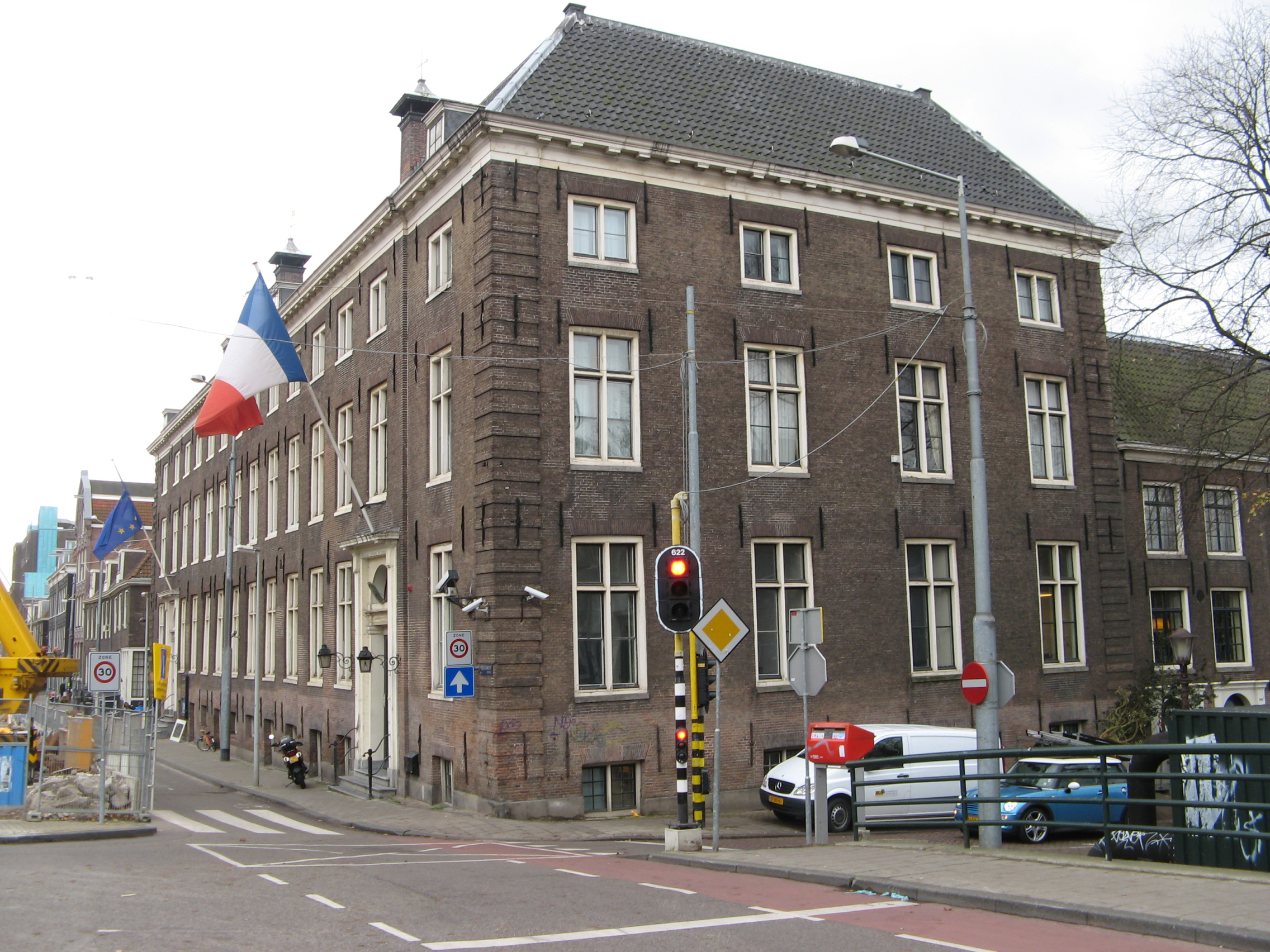
Maison Descartes in 2007.

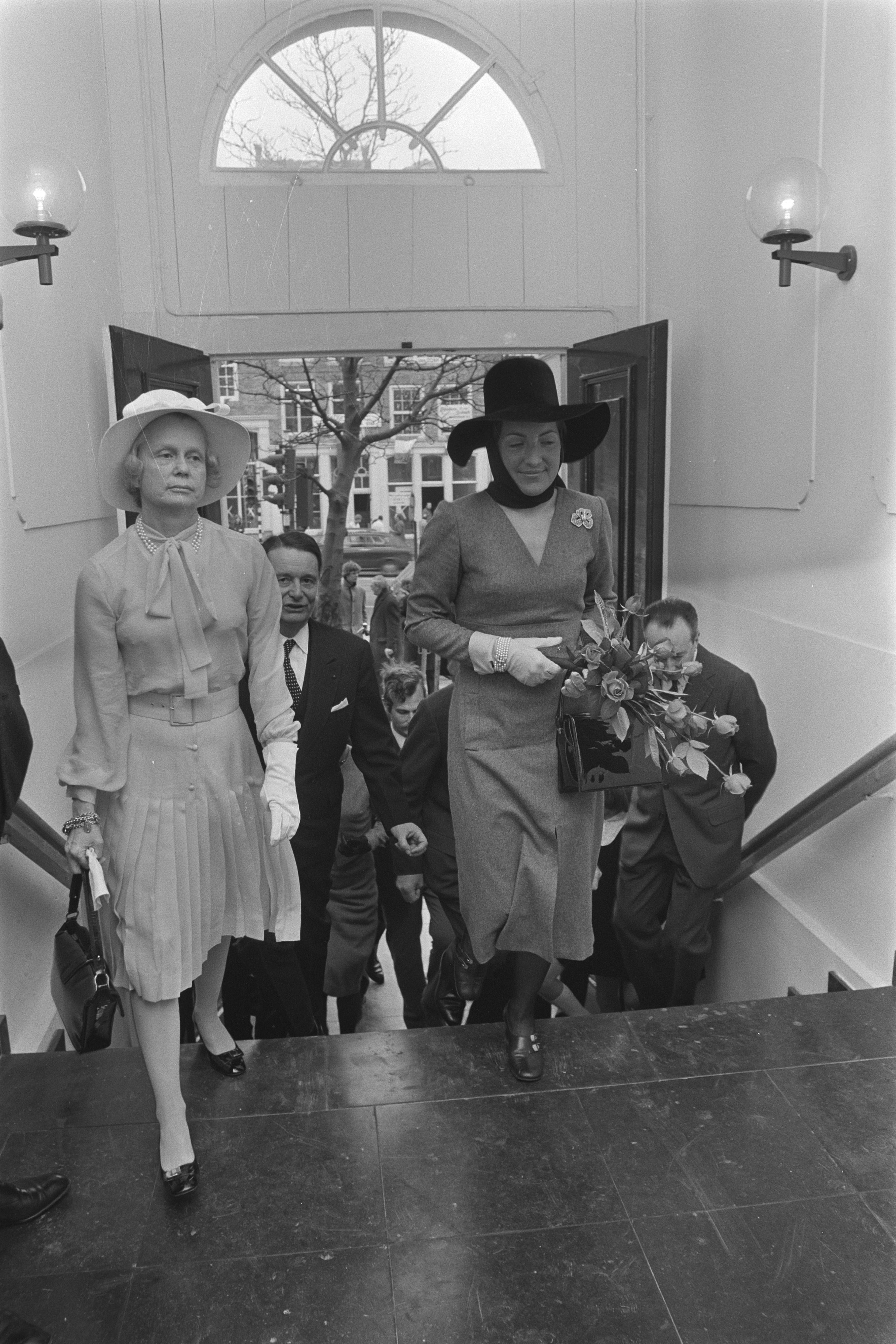
prinses Margriet bij opening op 18 maar 1971.

Het Institut français NL (voorheen Maison Descartes) bevordert Frans-Nederlandse culturele samenwerking. Het is gevestigd in Den Haag bij de Franse ambassade in Nederland en in Groningen bij de Rijksuniversiteit Groningen.

## Doelstelling
Het instituut is opgericht en gefinancierd door het Franse ministerie van Buitenlandse Zaken. De opdracht van het instituut is het bevorderen van de uitwisseling tussen Frankrijk en Nederland, voornamelijk door het bevorderen van studie van het Frans. Daarnaast organiseert het Instituut lezingen en vertoont het (Franse) films.

## Geschiedenis
Op 27 oktober 1933 opende prinses Juliana het Institut Français d’Amsterdam, gesitueerd aan het Museumplein nummer 11 in Amsterdam. Dit instituut diende voor de uitwisseling van onderwijs en cultuur tussen Frankrijk en Nederland. Het initiatief daartoe ging uit van de vermaarde Middeleeuwenkenner van de Sorbonne, Gustave Cohen (1897-1958).
Op 27 februari 1939 werd in tegenwoordigheid van vele Franse en Nederlandse genodigden de naam "Institut Français d’Amsterdam" gewijzigd in "Maison Descartes", naar de grote Franse filosoof René Descartes, die lang in Nederland gewoond heeft en zijn werken hier heeft uitgegeven.
In 1951 verbleef de schilder Jean-Michel Coulon in het Institut français NL.
Toen het gebouw aan het Museumplein te klein werd was de Franse staat in de gelegenheid het oude Walenweeshuis uit 1683, het 'Hospice Wallon', aan de Vijzelgracht 2A in Amsterdam aan te kopen. Het was tot dan toe bezit van de Amsterdamse Waalse gemeente die het tot 1967 als weeshuis in gebruik had.
Het pand werd na de overdracht grondig verbouwd. Enige zalen van het oude weeshuis, waaronder de regentenkamer, werden gerenoveerd en in oude luister hersteld. In het gebouw is ook het Franse consulaat-generaal gevestigd. Het nieuwe onderkomen van instituut en consulaat werd officieel geopend door prinses Margriet op 18 maart 1971.
In 2013 werd bekend dat de Franse staat van plan is het gebouw te verkopen en Maison Descartes in een moderner gebouw te huisvesten. In hetzelfde jaar werd de naam terugveranderd in Institut Français, en daarmee gelijkgetrokken met de meer dan 150 andere Franse instituten wereldwijd.
De mediatheek van het Instituut, met meer dan 35.000 boeken, CD's en video's werd in 2016 gesloten. Vanaf 2016 kwam het Walenweeshuis jarenlang leeg te staan.

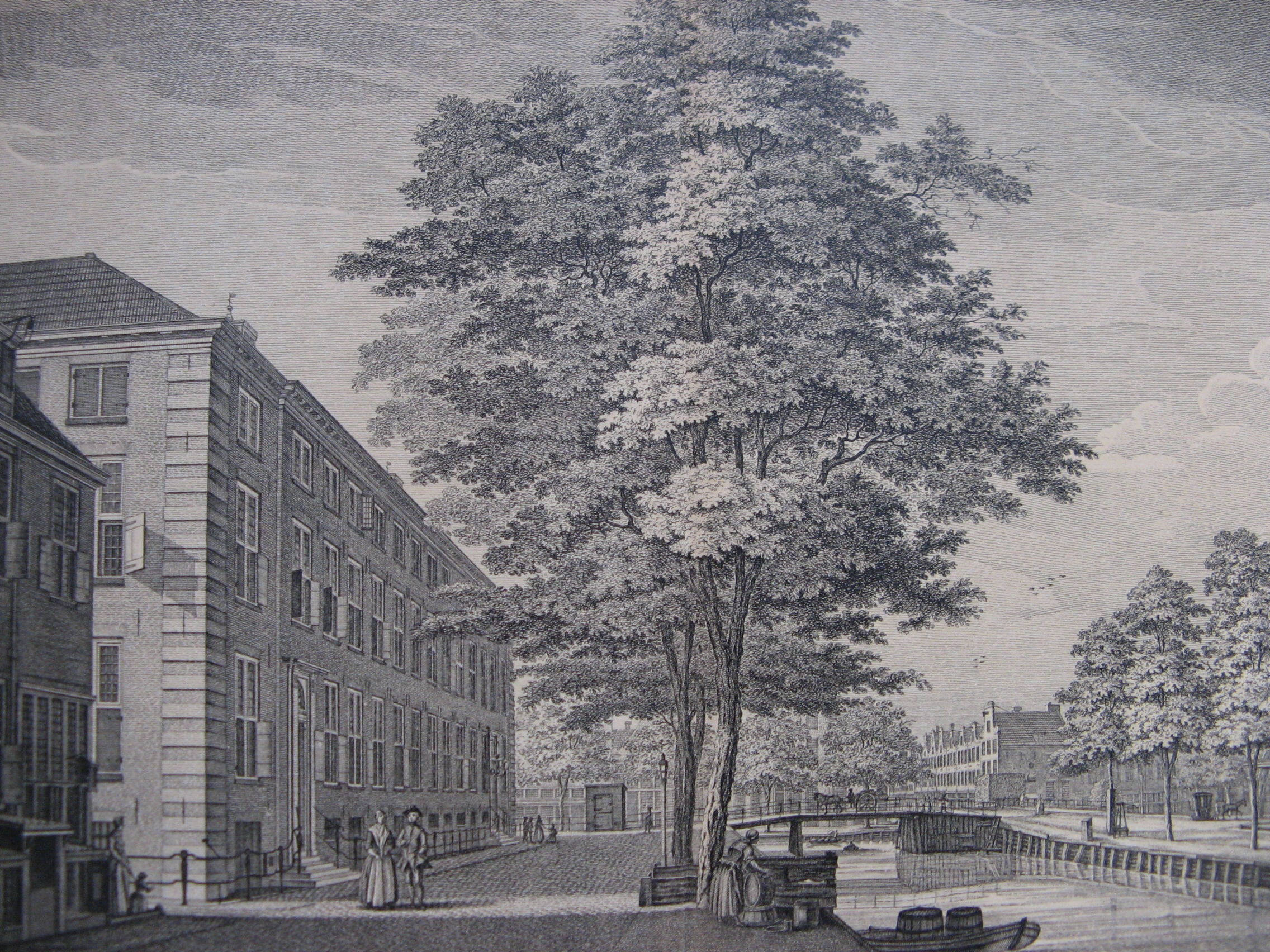
Het Walenweeshuis op een 18e-eeuwse gravure
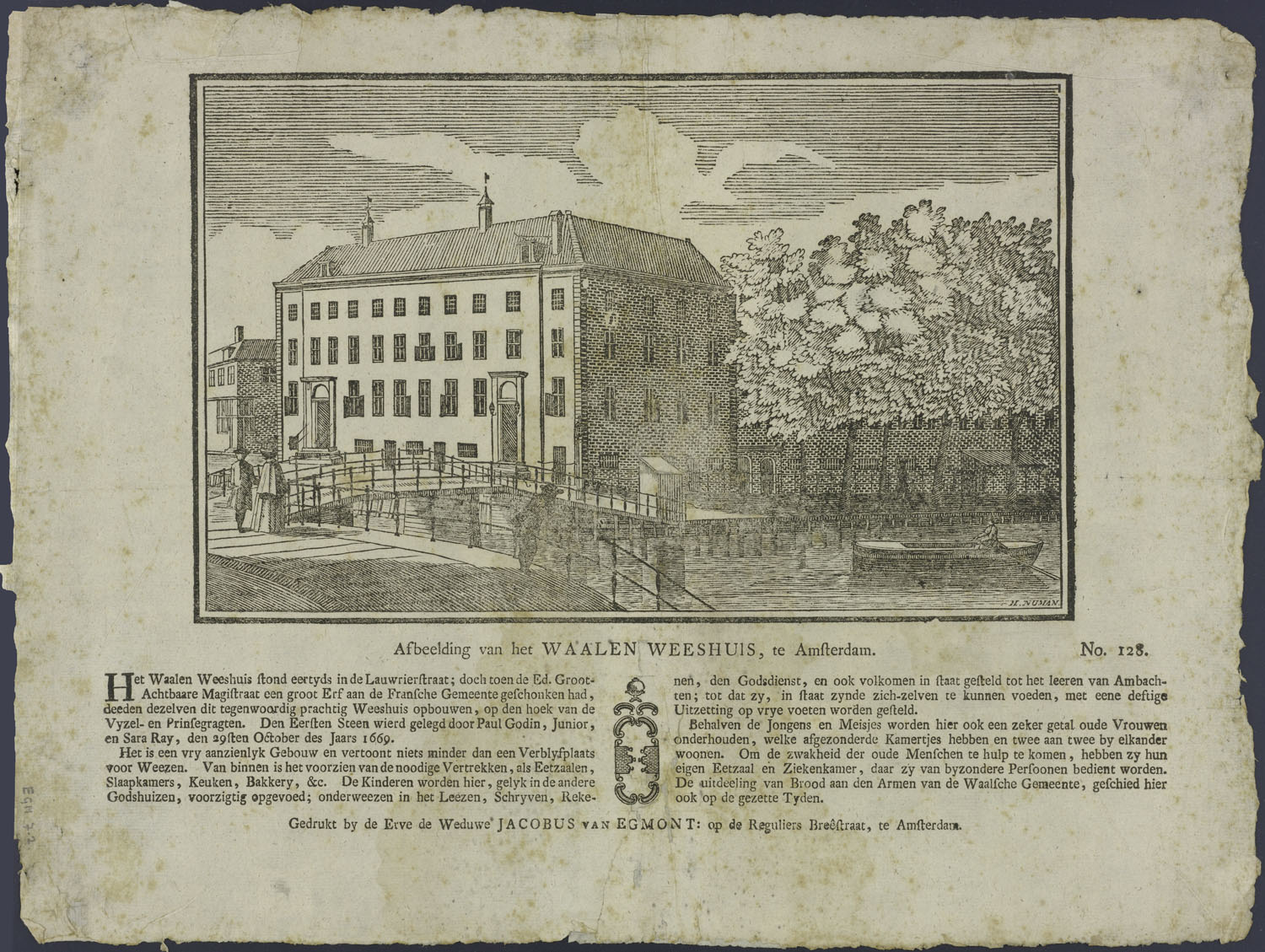
Het Walenweeshuis op een 18e-eeuwse centsprent, met uitgebreide toelichting
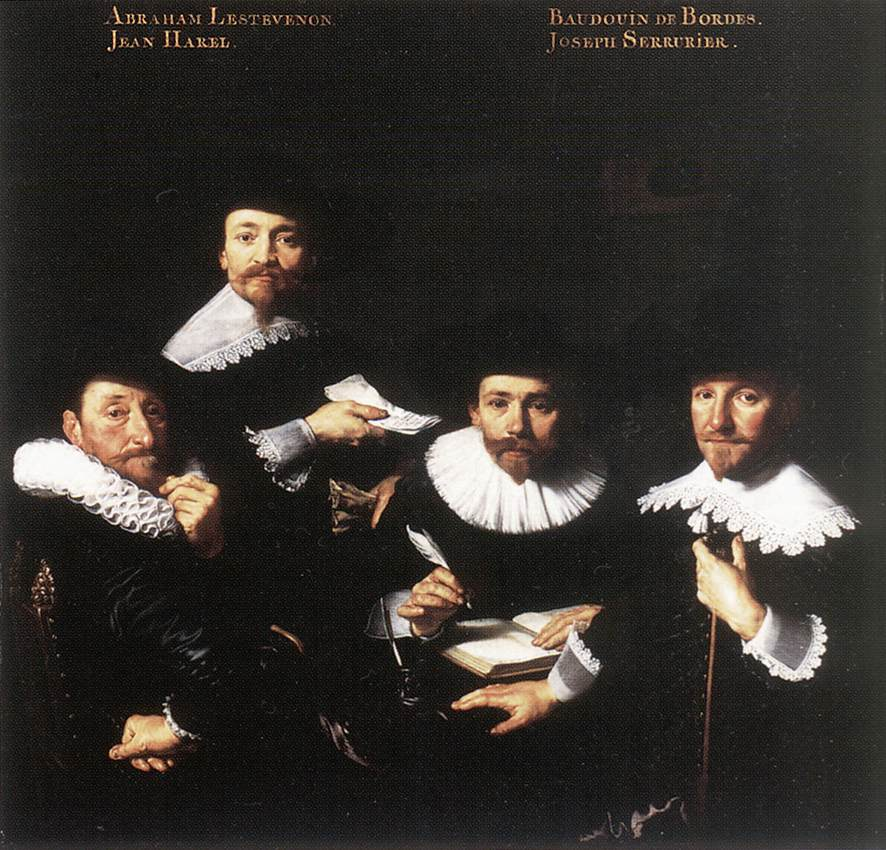
De Regenten van het Walenweeshuis. Schilderij van Bartholomeus van der Helst; 1637
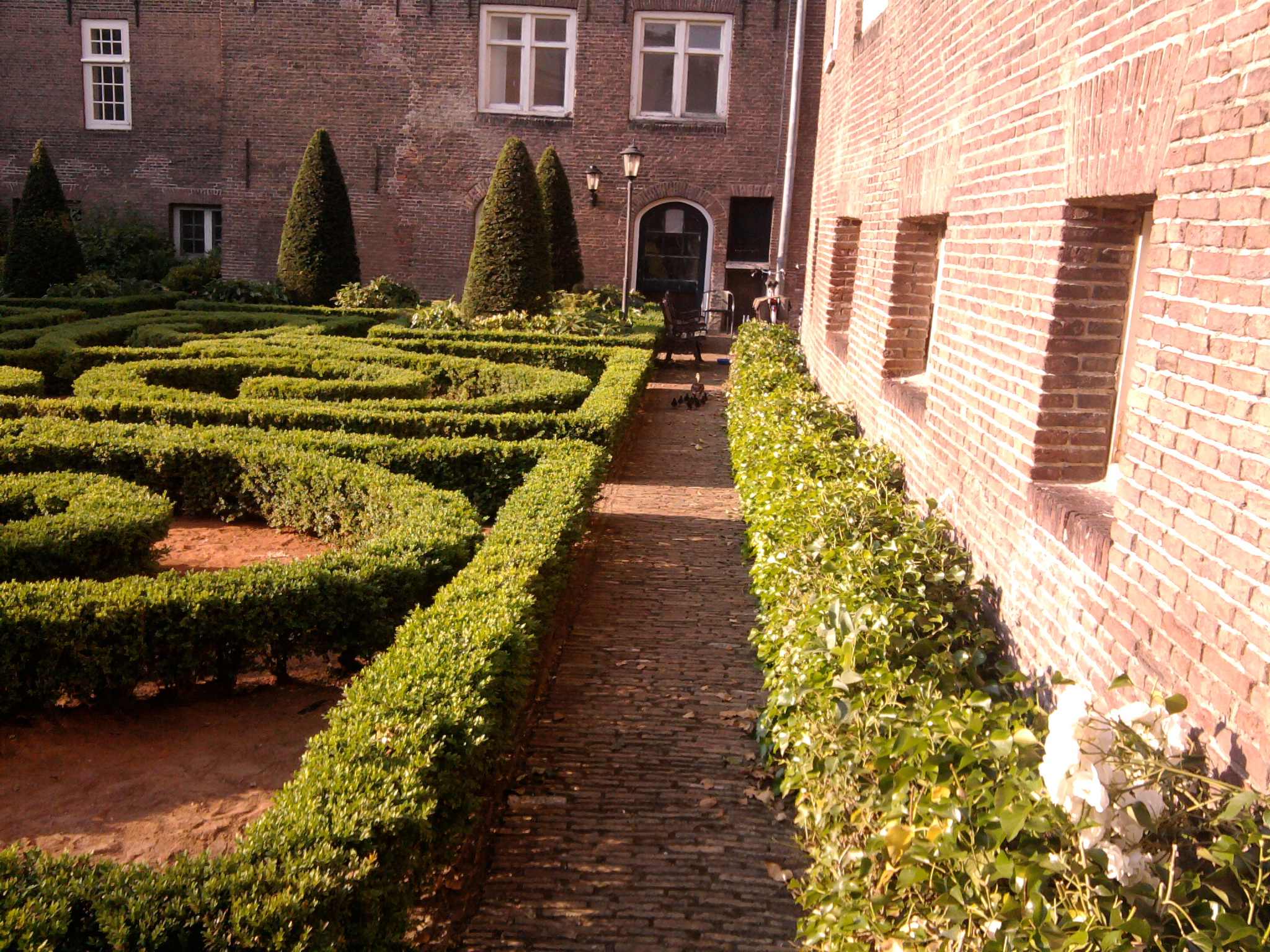
De binnentuin van het Maison Descartes